# 鵜沼站
鵜沼站（日语：／ Unuma eki */?）是一個位於岐阜縣各務原市鵜沼山崎町三丁目，屬於東海旅客鐵道（JR東海）高山本線的鐵路車站。

## 車站結構
單式月台1面1線與島式月台1面2線，合計2面3線的月台，可進行列車交會的地面車站。設有跨站式站房。閘口設於跨站式站房上。自動售票機、自動閘機（可使用TOICA，自舊站舍時代已經設置）、設有綠窗口。無障礙化設備在各月台設置各一部升降機。

### 月台配置
| 月台 | 路線     | 方向 | 目的地             | 備註                 |
| ---- | -------- | ---- | ------------------ | -------------------- |
| 1    | 高山本線 | 下行 | 美濃太田、高山方向 |                      |
| 2    | 高山本線 | 上行 | 岐阜、名古屋方向   |                      |
| 3    | 高山本線 | 上行 | 岐阜、名古屋方向   | 待避等一部分普通列車 |
| 3    | 高山本線 | 下行 | 美濃太田、高山方向 | 待避等一部分普通列車 |

| ← J：岐阜方向 M：三柿野、 名鐵岐阜方向                 | 鵜沼站 構內配線略圖    | → 美濃太田、 高山方向 |
|                                                        | ↓ 犬山、名鐵名古屋方向 |                       |
| 图例 参考文献： 2009年。後來已經拆去與犬山線的聯絡線。 |                        |                       |

## 使用情況
根據「岐阜縣統計書」「各務原市統計書」，近年的1日平均上車人次如下。
| 年度   | 1日平均 上車人次 |
| ------ | ---------------- |
| 2000年 | 1,228            |
| 2001年 | 1,207            |
| 2002年 | 1,199            |
| 2003年 | 1,236            |
| 2004年 | 1,214            |
| 2005年 | 1,259            |
| 2006年 | 1,239            |
| 2007年 | 1,211            |
| 2008年 | 1,233            |
| 2009年 | 1,224            |
| 2010年 | 1,202            |
| 2011年 | 1,234            |
| 2012年 | 1,228            |
| 2013年 | 1,282            |
| 2014年 | 1,293            |
| 2015年 | 1,377            |
| 2016年 | 1,391            |

## 相鄰車站
※一部分列車停靠此站的特急「飛驒」的相鄰停靠站參見列車條目。
東海旅客鐵道（JR東海）
 高山本線
各務原（CG04）－鵜沼（CG05）－坂祝（CG06）